# Muenster (Texas)
Pour les articles homonymes, voir Muenster (homonymie).
Muenster est une petite ville située au centre-ouest du comté de Cooke, au Texas, aux États-Unis,.

## Démographie
Lors du recensement de 2010, la ville comptait une population de 1 544 habitants. Elle est estimée, en 2019, à 1 586 habitants.

### Source de la traduction
- (en) Cet article est partiellement ou en totalité issu de l’article de Wikipédia en anglais intitulé « Muenster, Texas » (voir la liste des auteurs).